# Toenka-Goltsy
De Toenka-Goltsy (Russisch: Тункинские Гольцы; Toenkinskieje Goltsy) of Toenka-Alpen (Тункинские Альпы; Toenkinskieje Alpy) zijn de meest oostelijke bergrug (goltsy) van de Oostelijke Sajan. De 180-kilometer lange bergrug ligt in de districten Okinski en Toenkinski van de Russische autonome republiek Boerjatië in het zuiden van Siberië. De Toenka-Goltsy bestaan uit een complex van kristallijne schisten en graniet en worden overheerst door sterk doorkliefd middelgebergtereliëf. Het reliëf nabij de kruin is alpien van karakter. De toppen van de bergrug liggen tussen de 3000 en 3300 meter met als hoogste punt de Pik Strelnikova met 3284 meter. Tussen de individuele pieken kan de hoogte wel met 2000 meter dalen. In 1997 werd een van de pieken van de bergrug ter ere van de 250e geboortedag van Grigori Sjelichov door de Russische commissie hernoemd tot Pik Sjelichova (2811 meter). In juli van dat jaar werd hiervoor een gedenkteken op de top van deze piek geplaatst.
Op de hellingen groeien struiken met lichte coniferentaiga en boven de 2000 meter groeit bergtoendra. Op de hellingen ontstaan de rivier de Irkoet en andere zijrivieren van de Angara.
Aan de zuidoostelijke voet van de bergrug ligt het kuuroord Arsjan.